# Патриотичное
Патриотичное (укр. Патріотичне) — село на Украине, находится в Новоазовском районе Донецкой области. Под контролем самопровозглашённой Донецкой Народной Республики.

## География

#### Соседние населённые пункты по странам света
С: Качкарское, Роза, Казацкое
СЗ: Веденское, Красноармейское
СВ: —
З: Митьково-Качкари, Весёлое
В: Гусельщиково, Козловка
ЮЗ: Безыменное
ЮВ: город Новоазовск
Ю: Самсоново

## Население
Население по переписи 2001 года составляло 405 человек.

## Общие сведения
Код КОАТУУ — 1423686005. Почтовый индекс — 87662. Телефонный код — 6296.

## Адрес местного совета
87622, Донецкая область, Новоазовский район, с. Розы Люксембург, ул. Первомайская, 31